# Spilopimpla rufithorax
Spilopimpla rufithorax är en stekelart som beskrevs av Cameron 1904. Spilopimpla rufithorax ingår i släktet Spilopimpla och familjen brokparasitsteklar. Inga underarter finns listade i Catalogue of Life.